# Asha Philip
Asha Philip (Leyton, 25 de outubro de 1990) é uma velocista britânica, medalhista olímpica.

## Carreira
Philip competiu nos Jogos Olímpicos Rio 2016, conquistando a medalha de bronze no revezamento 4x100 m.